# Javornik (montagne)
Pour les articles homonymes, voir Javornik.
Le mont Javornik est un sommet du nord de la Bosnie-Herzégovine, situé à environ 25 km de Tuzla.